# 特選アニメ劇場
『特選アニメ劇場』（とくせんアニメげきじょう）は、東海テレビ放送で平日の夕方に放送されていた、フジテレビ系列（FNS）のアニメ放送枠。

## 概要
当局は長年平日夕方にアニメを放送していたが、1995年10月以降にこの枠名を使用している。
2001年9月までは基本的に1日2枠の放送であったが、同年10月に『東海テレビスーパーニュース』の放送時間拡大による『ヤングドラマセレクション』の放送時間繰り上げにより1日1枠となった。
2011年4月に『スーパーニュース』の放送時間拡大により、平日 16時台は月曜 - 木曜が『ヤングドラマセレクション』となったため、当アニメ枠は金曜のみ（1日2枠）となった。同年10月に『ONE PIECE』がフジテレビとの同時ネットに移行したため、当アニメ枠は終了した。

## 放送時間
- 平日 16時台に放送。
- 特番編成により、週1回放送の番組が他の曜日に移動することも多い。
- 前後のドラマ枠の時間拡大などにより放送時間の縮小があった場合は、『ハイスクール!奇面組』や『トムとジェリー』などを編成することもある。
- 再放送作品の場合、エンディングがカットされることも少なくない。

## 放送された作品
太字は本放送。

### 16時台前半枠
| 放送期間               | 月曜                         | 火曜                         | 水曜                         | 木曜                         | 金曜                       |
| ---------------------- | ---------------------------- | ---------------------------- | ---------------------------- | ---------------------------- | -------------------------- |
| 1995年10月 - 1996年2月 | ドラゴンボールZ              | ドラゴンボールZ              | ドラゴンボールZ              | ドラゴンボールZ              | 空想科学世界ガリバーボーイ |
| 1996年2月 - 7月        | キテレツ大百科               | キテレツ大百科               | キテレツ大百科               | キテレツ大百科               | ゲゲゲの鬼太郎             |
| 1996年7月 - 8月        | デビルマン                   | デビルマン                   | デビルマン                   | デビルマン                   | ゲゲゲの鬼太郎             |
| 1996年9月 - 10月       | ゲゲゲの鬼太郎               | ゲゲゲの鬼太郎               | ゲゲゲの鬼太郎               | ゲゲゲの鬼太郎               | ゲゲゲの鬼太郎             |
| 1996年10月 - 1997年7月 | キテレツ大百科               | キテレツ大百科               | キテレツ大百科               | キテレツ大百科               | ゲゲゲの鬼太郎             |
| 1997年7月 - 8月        | ゲゲゲの鬼太郎               | ゲゲゲの鬼太郎               | ゲゲゲの鬼太郎               | ゲゲゲの鬼太郎               | ゲゲゲの鬼太郎             |
| 1997年9月 - 12月       | 幽☆遊☆白書                   | 幽☆遊☆白書                   | 幽☆遊☆白書                   | 幽☆遊☆白書                   | ゲゲゲの鬼太郎             |
| 1997年12月 - 1998年1月 | ゲゲゲの鬼太郎               | ゲゲゲの鬼太郎               | ゲゲゲの鬼太郎               | ゲゲゲの鬼太郎               | ゲゲゲの鬼太郎             |
| 1998年1月 - 4月        | ドラゴンボールGT             | ドラゴンボールGT             | ドラゴンボールGT             | ドラゴンボールGT             | ゲゲゲの鬼太郎             |
| 1998年4月 - 1998年5月  | ドラゴンボールGT             | ドラゴンボールGT             | ドラゴンボールGT             | ドラゴンボールGT             | ひみつのアッコちゃん       |
| 1998年5月 - 7月        | キテレツ大百科               | キテレツ大百科               | キテレツ大百科               | キテレツ大百科               | ひみつのアッコちゃん       |
| 1998年7月 - 8月        | （アニメ再放送枠無し）       | （アニメ再放送枠無し）       | （アニメ再放送枠無し）       | （アニメ再放送枠無し）       | ひみつのアッコちゃん       |
| 1998年9月 - 11月       | ドラゴンボール               | ドラゴンボール               | ドラゴンボール               | ドラゴンボール               | ひみつのアッコちゃん       |
| 1998年11月 - 1999年1月 | （アニメ再放送枠無し）       | （アニメ再放送枠無し）       | （アニメ再放送枠無し）       | （アニメ再放送枠無し）       | ひみつのアッコちゃん       |
| 1999年1月 - 1999年3月  | ドラゴンボール               | ドラゴンボール               | ドラゴンボール               | ドラゴンボール               | ひみつのアッコちゃん       |
| 1999年3月              | ドラゴンボール               | ドラゴンボール               | ドラゴンボール               | ドラゴンボール               | デジモンアドベンチャー     |
| 1999年4月 - 7月        | ドラゴンボール               | ドラゴンボール               | ドラゴンボール               | ∀ガンダム                    | デジモンアドベンチャー     |
| 1999年7月 - 8月        | （アニメ再放送枠無し）       | （アニメ再放送枠無し）       | （アニメ再放送枠無し）       | ∀ガンダム                    | デジモンアドベンチャー     |
| 1999年8月 - 9月        | ちびまる子ちゃん             | ちびまる子ちゃん             | ちびまる子ちゃん             | ∀ガンダム                    | デジモンアドベンチャー     |
| 1999年10月             | ちびまる子ちゃん             | ちびまる子ちゃん             | ちびまる子ちゃん             | ∀ガンダム                    | （非アニメ枠）             |
| 1999年10月 - 12月      | （アニメ再放送枠無し）       | （アニメ再放送枠無し）       | （アニメ再放送枠無し）       | ∀ガンダム                    | （非アニメ枠）             |
| 1999年12月 - 2000年3月 | ちびまる子ちゃん             | ちびまる子ちゃん             | ちびまる子ちゃん             | ∀ガンダム                    | （非アニメ枠）             |
| 2000年4月 - 12月       | ちびまる子ちゃん             | ちびまる子ちゃん             | ちびまる子ちゃん             | ちびまる子ちゃん             | HUNTER×HUNTER              |
| 2001年1月 - 3月        | （非アニメ枠）               | （非アニメ枠）               | （非アニメ枠）               | （非アニメ枠）               | （非アニメ枠）             |
| 2001年4月 - 7月        | ちびまる子ちゃん             | ちびまる子ちゃん             | ちびまる子ちゃん             | ちびまる子ちゃん             | ちびまる子ちゃん           |
| 2001年7月 - 9月        | （非アニメ枠）               | （非アニメ枠）               | （非アニメ枠）               | （非アニメ枠）               | （非アニメ枠）             |
| 2001年10月 - 2002年1月 | ちびまる子ちゃん             | ちびまる子ちゃん             | ちびまる子ちゃん             | パラッパラッパー             | バンパイヤン・キッズ       |
| 2002年2月 - 3月        | ちびまる子ちゃん             | ちびまる子ちゃん             | ちびまる子ちゃん             | ちびまる子ちゃん             | バンパイヤン・キッズ       |
| 2002年4月 - 9月        | ちびまる子ちゃん             | ちびまる子ちゃん             | ちびまる子ちゃん             | ラーゼフォン                 | デジモンフロンティア       |
| 2002年10月 - 12月      | ちびまる子ちゃん             | ちびまる子ちゃん             | ちびまる子ちゃん             | ちびまる子ちゃん             | デジモンフロンティア       |
| 2003年1月 - 4月        | ONE PIECE                    | ONE PIECE                    | ONE PIECE                    | ONE PIECE                    | デジモンフロンティア       |
| 2003年4月 - 5月        | ONE PIECE                    | ONE PIECE                    | ONE PIECE                    | ONE PIECE                    | 金色のガッシュベル!!       |
| 2003年6月 - 12月       | 幽☆遊☆白書                   | 幽☆遊☆白書                   | 幽☆遊☆白書                   | 幽☆遊☆白書                   | 金色のガッシュベル!!       |
| 2004年1月 - 3月        | ちびまる子ちゃん             | ちびまる子ちゃん             | ちびまる子ちゃん             | ちびまる子ちゃん             | 金色のガッシュベル!!       |
| 2004年4月 - 2005年4月  | ちびまる子ちゃん             | ちびまる子ちゃん             | ちびまる子ちゃん             | レジェンズ 甦る竜王伝説      | 金色のガッシュベル!!       |
| 2005年4月 - 7月        | ちびまる子ちゃん             | ちびまる子ちゃん             | ちびまる子ちゃん             | ちびまる子ちゃん             | 金色のガッシュベル!!       |
| 2005年8月 - 10月       | アルプスの少女ハイジ         | アルプスの少女ハイジ         | アルプスの少女ハイジ         | アルプスの少女ハイジ         | 金色のガッシュベル!!       |
| 2005年10月 - 2006年3月 | ちびまる子ちゃん             | ちびまる子ちゃん             | ちびまる子ちゃん             | ちびまる子ちゃん             | 金色のガッシュベル!!       |
| 2006年4月 - 9月        | ちびまる子ちゃん             | ちびまる子ちゃん             | ちびまる子ちゃん             | ちびまる子ちゃん             | デジモンセイバーズ         |
| 2006年10月 - 2007年2月 | ちびまる子ちゃん             | ちびまる子ちゃん             | ちびまる子ちゃん             | ONE PIECE                    | デジモンセイバーズ         |
| 2007年2月 - 3月        | こちら葛飾区亀有公園前派出所 | こちら葛飾区亀有公園前派出所 | こちら葛飾区亀有公園前派出所 | ONE PIECE                    | デジモンセイバーズ         |
| 2007年4月 - 2008年3月  | こちら葛飾区亀有公園前派出所 | こちら葛飾区亀有公園前派出所 | こちら葛飾区亀有公園前派出所 | こちら葛飾区亀有公園前派出所 | ONE PIECE                  |
| 2009年4月 - 2010年10月 | こちら葛飾区亀有公園前派出所 | こちら葛飾区亀有公園前派出所 | こちら葛飾区亀有公園前派出所 | アルプスの少女ハイジ         | ONE PIECE                  |
| 2010年10月 - 12月      | ドラゴンボール改             | ドラゴンボール改             | ドラゴンボール改             | ドラゴンボール改             | ONE PIECE                  |
| 2011年1月 - 3月        | ONE PIECE                    | ONE PIECE                    | ONE PIECE                    | ドラゴンボール改             | ONE PIECE                  |
| 2011年4月 - 9月        | （非アニメ枠）               | （非アニメ枠）               | （非アニメ枠）               | （非アニメ枠）               | ドラゴンボール改           |

### 16時台後半枠
| 放送期間               | 月曜                   | 火曜                   | 水曜                   | 木曜                   | 金曜                   |
| ---------------------- | ---------------------- | ---------------------- | ---------------------- | ---------------------- | ---------------------- |
| 1995年10月 - 1996年2月 | 幽☆遊☆白書             | 幽☆遊☆白書             | 幽☆遊☆白書             | 幽☆遊☆白書             | 幽☆遊☆白書             |
| 1996年2月 - 9月        | ドラゴンボールZ        | ドラゴンボールZ        | ドラゴンボールZ        | ドラゴンボールZ        | ドラゴンボールZ        |
| 1996年9月 - 12月       | アルプスの少女ハイジ   | アルプスの少女ハイジ   | アルプスの少女ハイジ   | アルプスの少女ハイジ   | アルプスの少女ハイジ   |
| 1996年12月 - 1997年7月 | ドラゴンボールZ        | ドラゴンボールZ        | ドラゴンボールZ        | ドラゴンボールZ        | ドラゴンボールZ        |
| 1997年7月 - 9月        | らんま1/2              | らんま1/2              | らんま1/2              | らんま1/2              | らんま1/2              |
| 1997年9月 - 12月       | らんま1/2 熱闘編       | らんま1/2 熱闘編       | らんま1/2 熱闘編       | らんま1/2 熱闘編       | らんま1/2 熱闘編       |
| 1997年12月             | ハイスクール!奇面組    | ハイスクール!奇面組    | ハイスクール!奇面組    | ハイスクール!奇面組    | ハイスクール!奇面組    |
| 1998年1月 - 6月        | らんま1/2 熱闘編       | らんま1/2 熱闘編       | らんま1/2 熱闘編       | らんま1/2 熱闘編       | らんま1/2 熱闘編       |
| 1998年6月 - 7月        | うる星やつら           | うる星やつら           | うる星やつら           | うる星やつら           | うる星やつら           |
| 1998年7月 - 8月        | （アニメ再放送枠無し） | （アニメ再放送枠無し） | （アニメ再放送枠無し） | （アニメ再放送枠無し） | （アニメ再放送枠無し） |
| 1998年9月 - 10月       | 妖怪人間ベム           | 妖怪人間ベム           | 妖怪人間ベム           | 妖怪人間ベム           | 妖怪人間ベム           |
| 1998年10月 - 1999年7月 | うる星やつら           | うる星やつら           | うる星やつら           | うる星やつら           | 花さか天使テンテンくん |
| 1999年7月 - 8月        | （アニメ再放送枠無し） | （アニメ再放送枠無し） | （アニメ再放送枠無し） | （アニメ再放送枠無し） | 花さか天使テンテンくん |
| 1999年9月 - 10月       | 幽☆遊☆白書             | 幽☆遊☆白書             | 幽☆遊☆白書             | 幽☆遊☆白書             | 花さか天使テンテンくん |
| 1999年10月 - 2000年3月 | 幽☆遊☆白書             | 幽☆遊☆白書             | 幽☆遊☆白書             | デジモンアドベンチャー | HUNTER×HUNTER          |
| 2000年4月 - 7月        | 幽☆遊☆白書             | 幽☆遊☆白書             | 幽☆遊☆白書             | 幽☆遊☆白書             | 幽☆遊☆白書             |
| 2000年7月 - 9月        | 妖怪人間ベム           | 妖怪人間ベム           | 妖怪人間ベム           | 妖怪人間ベム           | 妖怪人間ベム           |
| 2000年10月 - 12月      | うる星やつら           | うる星やつら           | うる星やつら           | うる星やつら           | うる星やつら           |
| 2001年1月 - 4月        | ちびまる子ちゃん       | ちびまる子ちゃん       | ちびまる子ちゃん       | ちびまる子ちゃん       | HUNTER×HUNTER          |
| 2001年4月 - 6月        | うる星やつら           | うる星やつら           | うる星やつら           | うる星やつら           | パラッパラッパー       |
| 2001年6月 - 9月        | ちびまる子ちゃん       | ちびまる子ちゃん       | ちびまる子ちゃん       | ちびまる子ちゃん       | パラッパラッパー       |
| 2001年10月 - 2011年3月 | （非アニメ枠）         | （非アニメ枠）         | （非アニメ枠）         | （非アニメ枠）         | （非アニメ枠）         |
| 2011年4月 - 2011年9月  | （非アニメ枠）         | （非アニメ枠）         | （非アニメ枠）         | （非アニメ枠）         | ONE PIECE              |